# ميلان بافكوف
ميلان بافكوف (بالصربية: Милан Павков)‏ (مواليد 9 فبراير 1994 في نوفي ساد - يوغوسلافيا) لاعب كرة قدم صربي يلعب كمهاجم لعب سابقاً في نادي الفيحاء السعودي.

## روابط خارجية
- ميلان بافكوف على موقع الاتحاد الأوربي (الإنجليزية)
- ميلان بافكوف على موقع قاعدة بيانات كرة القدم.إي يو (الإنجليزية)
- ميلان بافكوف على موقع بيانات كرة القدم. دي إي (الألمانية)
- ميلان بافكوف على موقع ناشيونال فوتبول تيمز (الإنجليزية)
- ميلان بافكوف على موقع Soccerbase.com (لاعب) (الإنجليزية)
- ميلان بافكوف على موقع Soccerway.com (الإنجليزية)
- ميلان بافكوف على موقع عالم كرة القدم.نت (الإنجليزية)